# Estádio Municipal de Riazor
O Estádio Municipal de Riazor é um estádio de futebol localizado em Corunha (Espanha), de propriedade do Concelho de A Corunha alugado ao Deportivo.

## Troféu Teresa Herrera
O Troféu Teresa Herrera é um torneio de futebol de caráter amistoso que, desde 1946, é realizado na cidade de Corunha, na Espanha. É um dos torneios mais populares do mundo, devido a grandiosidade dos clubes que o disputam. Os jogos são disputados durante dois dias, normalmente da segunda quinzena do mês de agosto. O Deportivo de La Coruña é o clube mandante dos jogos, sempre participando da edições do torneio.
Em seu regulamento,  torneio é disputado por quatro equipes. São divididos em duas chaves de dois, formando duas semifinais. Os vencedores disputam a final.
O estádio sediou 3 jogos da primeira fase da Copa do Mundo FIFA de 1982. 

### Clubes brasileiros
Até hoje 5 clubes brasileiros já foram campeões deste torneio. São eles:
- Vasco da Gama: 1957
- Santos: 1959
- Fluminense: 1977
- São Paulo: 1992
- Botafogo: 1996

Lista de campeões

### Curiosidades
- O torneio começou em 1946, mas o Deportivo de La Coruña ganhou o torneio pela primeira vez em 1955 ganhando do Athletic Bilbao por 4 a 1.

## Principais partidas

### Copa do Mundo de 1982
| Data        | Fase    | 1ª seleção | Placar | 2ª seleção | Público |
| ----------- | ------- | ---------- | ------ | ---------- | ------- |
| 15 de junho | Grupo A | Peru       | 0 – 0  | Camarões   | 11 000  |
| 19 de junho | Grupo A | Polônia    | 0 – 0  | Camarões   | 19 000  |
| 22 de junho | Grupo A | Polônia    | 5 – 1  | Peru       | 25 000  |